# Vaporwave
Vaporwave – muzyczno-graficzny gatunek sztuki internetu powstały w latach 2010-2011. Muzycznie jest częściowo zdefiniowany przez utwory złożone z sampli innych piosenek, zwłaszcza z gatunku smooth jazz, elevator music, R&B czy lounge z lat 80. i 90. XX wieku. Związana z nim subkultura jest czasami kojarzona z dwuznacznym lub satyrycznym podejściem do kapitalizmu, konsumpcjonizmu czy popkultury i zazwyczaj charakteryzuje się nostalgicznym oraz surrealistycznym przywiązaniem do kultury, technologii i reklam poprzednich dekad. Wizualnie składa się z wczesnych internetowych obrazów, designu stron internetowych późnych lat 90., reklam z lat 80. i 90., glitch art, anime, obiektów renderowanych w 3D i cyberpunkowych odwołań na okładkach i w teledyskach.       
Vaporwave powstał jako ironiczny wariant chillwave, ewoluując od h-popu (hipnagogicznego popu), a także podobnych motywów retro-revivalistycznych i post-internetowych, które stały się modne w undergroundowej muzyce cyfrowej i scenach artystycznych, takich jak np. seapunk Tumblra. Pionierami stylu byli tacy artyści jak James Ferraro, Daniel Lopatin i Ramona Andra Xavier, z których każdy używał różnych pseudonimów. Po tym, jak album Ramony Xavier Floral Shoppe (2011) ustanowił kierunek dla gatunku, na stronach Last.fm, Reddit i 4chan rosła coraz większa publiczność. W tym czasie pojawiła się fala nowych wykonawców, działających również pod pseudonimami, która na portalu Bandcamp dystrybuowała swoje utwory.
Po szerszym zyskaniu popularności w 2012, pojawiło się wiele podgatunków vaporwave, takich jak future funk, mallsoft i hardvapour, chociaż zainteresowanie większością z nich szybko zmalało. Gatunek krzyżował się również z trendami w modzie, takimi jak streetwear. Od połowy 2010 vaporwave jest często opisywany jako „martwy” gatunek. Opinia publiczna zaczęła postrzegać go jako żartobliwego mema internetowego, co frustrowało niektórych twórców, którzy traktowali swoją twórczość poważnie. Od tego czasu wielu najbardziej wpływowych muzyków i wytwórni płytowych związanych z vaporwave przeniosło się w inne style muzyczne. Z czasem, gatunek ten wywołał odrodzenie zainteresowania japońską muzyką ambient i city popem.  

## Charakterystyka
Nazwa „vaporwave” wywodzi się od „vaporware”, terminu określającego oprogramowanie albo sprzęt komputerowy, które nie zostały jeszcze ukończone, ale których zapowiedziana data inauguracji została już dawno przekroczona. Drugi człon nazwy, czyli „wave” (ang. fala) jest często stosowany do określania różnych gatunków muzycznych (jak np. new wave, cold wave, synthwave). Pierwsze odnotowane użycie terminu „vaporwave” pojawiło się w poście na blogu z października 2011, opublikowanym przez anonimowego użytkownika recenzującego album Surf's Pure Hearts zespołu Girlhood, jednak to producentowi muzycznemu Willowi Burnettowi przypisuje się ukucie tego terminu jako sposobu na opisanie konkretnego stylu. Jednak niektóre źródła przypisują stworzenie terminu polskiemu blogerowi Jakubowi Adamkowi. 
Vaporwave stanowi hiperspecyficzny podgatunek lub mikrogatunek, który jest zarówno formą muzyki elektronicznej, jak i stylem artystycznym, chociaż czasami sugeruje się, że jest to przede wszystkim medium wizualne. Gatunek w dużej mierze definiuje otaczającą go subkultura, w ramach której muzyka jest nierozerwalnie związana z wizualizacją. Laura Glitsos pisała: „W ten sposób vaporwave przeciwstawia się tradycyjnym konwencjom muzycznym, które zazwyczaj stawiają muzykę nad formą wizualną”. Muzycznie vaporwave rekonfiguruje muzykę taneczną z późnych lat 80. i wczesnych 90. stosując technikę „chopped and screwed” oraz dodając pogłos. Utwory są celowo cięte, spowalniane czy zapętlane, co ma stworzyć wrażeniem uszkodzonego materiału dźwiękowego. Składa się prawie w całości ze spowolnionych sampli, a jego stworzenie wymaga jedynie znajomości podstawowych technik produkcji. 
Gatunek ten opiera się na satyrycznych tendencjach chillwave i hipnagogicznego popu, będąc jednocześnie kojarzonym z dwuznacznym lub satyrycznym podejściem do kapitalizmu, konsumpcjonizmu i technokultury. Krytyk muzyczny Adam Trainer pisał o upodobaniu tego stylu do „muzyki stworzonej mniej dla przyjemności, a bardziej do regulacji nastroju”, na przykład korporacyjnej muzyki giełdowej do reklam informacyjnych i demonstracji produktów. Adam Harper opisał typowy utwór vaporwave jako „całkowicie zsyntetyzowany lub mocno przetworzony fragment korporacyjnej muzyki nastrojowej, jasny i poważny lub wolny i zmysłowy, często piękny, albo zapętlony z synchronizacją i poza punktem funkcjonalności”. Kulturoznawca Rafał Sowiński zauważył natomiast, że „utwory vaporwave – zarówno muzyczne, jak i graficzne czy audiowizualne – składają się z fragmentów innych utworów, odpowiednio przetworzonych i połączonych w nową całość”. Definiuje on także gatunek jako typowo plądrofoniczny, co odróżnia go od plagiatu. 
Angażując obie formy, muzyczną oraz wizualną, vaporwave traktuje internet jako medium kulturowe, społeczne i estetyczne. Przy czym w swojej estetyce wizualnej (w języku angielskim „aesthetic”, często stylizowane na „ＡＥＳＴＨＥＴＩＣＳ”, ze znakami o pełnej szerokości) obejmuje m.in. wczesne grafiki internetowe oraz design stron internetowych, przekaz reklamowy z lat 80. i 90., obiekty renderowane w 3D, glitch art, anime, cyberpunk, antyczne popiersia czy niskiej jakości obraz VHS. Bardzo często przewijającym się motywem są odwołania do Japonii oraz jej kultury. Ogólnie rzecz biorąc, artyści ograniczają chronologię swojego materiału źródłowego pomiędzy rozkwitem gospodarczym Japonii w latach 80., a atakami z 11 września lub pęknięciem bańki internetowej w 2001 (niektóre albumy, w tym Floral Shoppe, przedstawiają na okładkach nienaruszone Twin Towers).

## Historia

### Początek

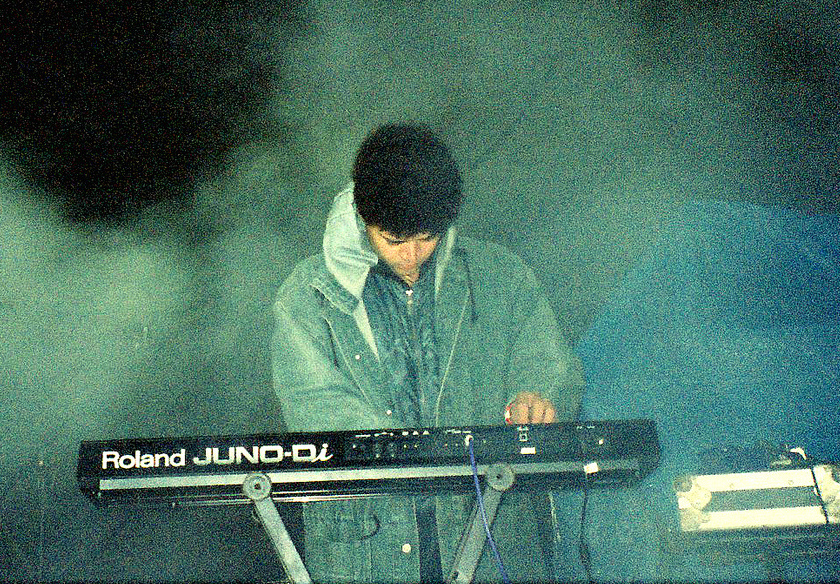
James Ferraro w 2012.

Vaporwave ma swój początek w internecie na początku 2010 jako ironiczna odmiana chillwave i pochodna twórczości hipnagogicznych artystów popowych, takich jak Ariel Pink i James Ferraro, których również charakteryzowało odwoływanie się do popkultury retro. Był to jeden z wielu mikrogatunków internetowych, które pojawiły się w tej epoce, obok witch house, seapunk, shitgaze, cloud rap i innych. Vaporwave zbiegło się z szerszym nurtem obejmującym młodych artystów, których twórczość czerpała z dzieciństwa lat 80. 
„Chillwave” i „hipnagogiczny pop” powstały praktycznie w tym samym czasie, w połowie 2009, i uznano je za zamienne. Podobnie jak vaporwave, związane były ze zjawiskiem nostalgii i pamięci kulturowej. Wśród najwcześniejszych twórców hipnagogicznych, którzy zwiastowali vaporwave, był Matrix Metals i jego album Flamingo Breeze (2009), który został stworzono w oparciu o loopy syntezatora. Mniej więcej w tym samym czasie Daniel Lopatin (Oneohtrix Point Never) anonimowo przesłał na YouTube kolekcję plądrofonicznych loopów pod pseudonimem sunsetcorp. Nagrania pochodziły z jego audiowizualnego albumu Memory Vague (czerwiec 2009). Natomiast nagranie Feel It All Around autorstwa Washed Out (czerwiec 2009), który spowolnił włoską piosenkę taneczną I Want You Gary'ego Lowa z 1983, był przykładem „analogowej nostalgii” chillwave, którą artyści vaporwave starali się przekonfigurować. 
Vaporwave został włączony w szerszą „estetyką Tumblra”, która stała się modna w podziemnych scenach muzyki cyfrowej i sztuki w 2010. W tym samym roku Lopatin umieścił kilka utworów z albumu Memory Vague, a także kilka nowych, na swoim albumie Chuck Person's Eccojams Vol. 1, wydanym w sierpniu pod pseudonimem „Chuck Person”. Okładka, która przypominała grę wideo Ecco the Dolphin z 1993, zainspirowała wielu nastolatków i młodych dorosłych do stworzenia czegoś, co miało stać się z czasem vaporwave. W połowie 2011 wykreował się seapunk, subkultura Tumblr opierająca się na wodnym motywie, będąca jednocześnie internetowym memem. Zapowiadała ona vaporwave w swoim przywiązaniu do „kosmicznej” muzyki elektronicznej i grafik internetowych ze stron na hostingu GeoCities. Podobnie jak vaporwave, została zdefiniowana przez swój związek z kulturą internetową, będąca podejściem, które jest czasami określane jako post-internetowe.  
Muzyczny wzór dla vaporwave pochodzi z Eccojams (Daniel „Chuck Person” Lopatin, sierpień 2010) i Far Side Virtual (James Ferraro, październik 2011). Eccojams zawierał zmiksowane popowe piosenki z lat 80., podczas gdy Far Side Virtual czerpał głównie z „ziarnistych i bombastycznych dźwięków” takich mediów, jak komunikator internetowy Skype i konsola gier wideo Nintendo Wii. Według Milesa Bowe'a z magazynu „Stereogum”, vaporwave było połączeniem „pociętych plądrofonii” Lopatina oraz „nihilistycznego melodyjnego muzaka z piekła Jamesa Ferraro”. Post z 2013 roku na blogu muzycznym przedstawiał te albumy, wraz z Holograms Skeletona (listopad 2010), jako „proto vaporwave”.

### Wczesna scena
Adam Harper pierwotnych artystów vaporwave określił „tajemniczymi i często bezimiennymi bytami, które czają się w internecie. Często za pseudo-korporacyjną nazwą lub fasadą internetową, i których muzykę można zazwyczaj pobrać za darmo przez Mediafire, Last.fm, SoundCloud lub Bandcamp”. Według Metallic Ghosts (Chaz Allen), oryginalna scena vaporwave wyszła z internetowego kręgu powstałego na stronie Turntable.fm. Obejmował on m.in. takich twórców jak: Internet Club (Robin Burnett), Veracom, Luxury Elite, Infinity Frequencies, Transmuteo (Jonathan Dean), Coolmemoryz i Prismcorp Virtual Enterprises (Vektroid).
Wielu producentów tego środowiska czerpało inspirację z New Dreams Ltd. Ramony Xavier (lipiec 2011). Pierwsze odnotowane użycie terminu „vaporwave” pojawiło się w poście na blogu z października 2011, opublikowanym przez anonimowego użytkownika recenzującego album Surf's Pure Hearts zespołu Girlhood, jednak to producentowi muzycznemu Willowi Burnettowi przypisuje się ukucie tego terminu jako sposobu na opisanie konkretnego stylu. Floral Shoppe Ramony Xavier (wówczas jako „Macintosh Plus”, grudzień 2011) był pierwszym albumem tego gatunku, który zawierał wszystkie podstawowe elementy vaporwave, jednak sama Vektroid oparł kompozycję tego albumu na albumie Eccojams Vol. 1 wydanego przez Chuck Person w 2010 roku.
Gatunek zyskał szersze zainteresowanie w połowie 2012, przede wszystkim na takich stronach jak Last.fm, Reddit i 4chan. W serwisie Tumblr użytkownicy często dekorowali swoje profile grafikami w stylu vaporwave. We wrześniu Blank Banshee wydał swój debiutancki album Blank Banshee 0, który odzwierciedlał trend producentów vaporwave, którzy byli bardziej pod wpływem muzyki trap i mniej zainteresowani przekazywaniem podtekstów politycznych. Portal Bandwagon nazwał to „płytą progresywną”, która wraz z „Floral Shoppe” „zasygnalizowała koniec pierwszej fali gatunku z dużą ilością sampli i ponownie skonfigurowała, co to znaczy tworzyć muzykę vaporwave”. 
Po tym, jak zalew nowych twórców vaporwave zwrócił się do Bandcamp w celu dystrybucji, różne internetowe wydawnictwa muzyczne, jak Tiny Mix Tapes, Dummy Mag i Sputnikmusic, zaczęły interesować się tym ruchem. Jednak pisarze, fani i artyści mieli trudności z rozróżnieniem między vaporwave, chillwave i hipnagogicznym popem, podczas gdy Ash Becks z portalu The Essential zauważył, że większe witryny, takie jak Pitchfork i Drowned in Sound, „pozornie nie tykały vaporwave przez cały dwuletni szczytowy okres gatunku”. Powszechnie krytykowano, że gatunek ten był „zbyt głupi” lub „zbyt intelektualny”. 

### Szczyt popularności
W listopadzie 2012 estetyka seapunk została użyta w teledyskach piosenkarek pop Rihanny i Azealii Banks. W związku z tym subkultura dostała się do mainstreamu, a wraz z nią vaporwave. W tym samym miesiącu recenzja wideo Floral Shoppe, opublikowana przez YouTubera Anthony'ego Fantano, pomogła umocnić album jako reprezentatywne dzieło vaporwave, ale została również uznana za kluczowy moment w upadku gatunku. Wkrótce po tym, gdy znalazł się on w mainstreamie, był często opisywany jako „martwy”. Takie wypowiedzi pochodziły od samych fanów.  
Po pierwszej fali użytkownicy 4chana i Reddita wymyślili nowe terminy, które starały się podzielić vaporwave na wiele podgatunków. Początkowo powstały gatunki traktowane przez niektórych odbiorców jako żart, m.in. „vaportrap”, „vapornoise” i „vaporgoth”. Dalsze podgatunki obejmowały „eccojams”, „utopian virtual”, „mallsoft”, „future funk”, „post-Internet”, „late-nite lo-fi”, „broken transmission” (lub „signalwave”) czy „hardvapour”. Joe Price z portalu muzycznego Complex poinformował, że „większość [podgatunków] zanikła, a wiele z nich na początku nie miało sensu. [...] Aspekt wizualny kształtował się szybciej niż dźwięk, co zaowocowało wydaniami, które wyglądają tak samo, ale nie tworzyły spójnej dźwiękowo całości”.
W 2013 YouTube zaczął umożliwiać swoim użytkownikom prowadzenie transmisji na żywo, co zaowocowało powstaniem wielu całodobowych „stacji radiowych” poświęconych mikrogatunkom, m.in. takim jak vaporwave czy lo-fi hip hop. Szwedzki raper Yung Lean i jego kolektyw Sad Boys zainspirowali falę anonimowych DJ-ów tworzących remiksy vaporwave bazujące na muzyce i obrazach z Nintendo 64, które następnie przesyłano na YouTube i SoundCloud. Evelyn Wang z magazynu „Dazed” przypisała Yung Leanowi wyniesienie stylistyki vaporwave poza internet, czego charakterystycznymi elementami były „smutne twarze”, streetwear, japońskie i arabskie akcesoria, mrożona herbata Arizona oraz komunikowanie się za pomocą memów. 
Pod koniec 2013 portal Vice opublikował artykuł zatytułowany Is Vaporwave the Next Seapunk?. Chociaż autor twierdził, że vaporwave nie zakończy się jako „żart” tak, jak stało się z seapunkiem, to gatunek ten zaczął być w dużej mierze postrzegany jako internetowy mem oparty głównie na wizualnym retro stylu lub „klimacie”. Frustrowało to niektórych producentów muzycznych oraz artystów z tego gatunku, którzy wypuszczaną przez siebie muzykę traktowali poważnie. 
W 2015 „Rolling Stone” opublikował listę „10 artystów, których musisz znać”, a wśród nich umieszczono vaporwaveowy projekt muzyczny 2814. Przywołano ich album Birth of a New Day (新 し い 日 の 誕 生) jako niezwykły sukces na skalę internetu. Album I'll Try Living Like This zespołu Death's Dynamic Shroud znalazł się na piętnastym miejscu listy magazynu „Fact” The 50 Best Albums of 2015. Tego samego dnia MTV International wprowadziło rebranding zainspirowany vaporwave i seapunkiem. Tumblr natomiast uruchomił przeglądarkę GIFów o nazwie Tumblr TV, w stylu zbliżonym do tego zastosowanego przez MTV. Singiel artysty hip-hopowego Drake'a Hotline Bling, wydany 31 lipca, również stał się popularny wśród producentów vaporwave, inspirując zarówno humorystyczne, jak i poważne remiksy utworu. 
Od 2016 albumy vaporwave, w tym Floral Shoppe, nadal znajdowały się wśród najlepiej sprzedających się albumów eksperymentalnych na Bandcamp. Scena utrzymywała również społeczności fanów na takich portalach jak Reddit. Joe Price twierdził, że dla osób spoza tych grup gatunek vaporwave uważano za „wielki żart”. Dodał, że „użytkownicy różnych vaporwave subredditów zawsze będą traktować to bardzo poważnie, ale nawet tam ludzie dyskutują, czy vaporwave jest nadal tak wpływowe”. 
George Clanton, istotna postać gatunku, skomentował, że etykieta „vaporwave” nadal dobrze funkcjonował jako tag marketingowy dla muzyki niezależnej. We wrześniu 2019 zorganizował on pierwszy w historii festiwal vaporwave – 100% ElectroniCON, który odbywał się w Nowym Jorku. Wystąpiło wówczas wielu artystów związanych z gatunkiem, m.in. Saint Pepsi, Vaperror, Nmesh, t e l e p a t h テレパシー能力者, 18 Carat Affair czy sam Clanton. Dla niektórych był to pierwszy występ na żywo w karierze. W kolejnych latach odbyły się kolejne edycje tego festiwalu – Electronicon 2 w 2019, Electronicon 3 w 2022 i Electronicon 4 w 2023.

## Odbiór

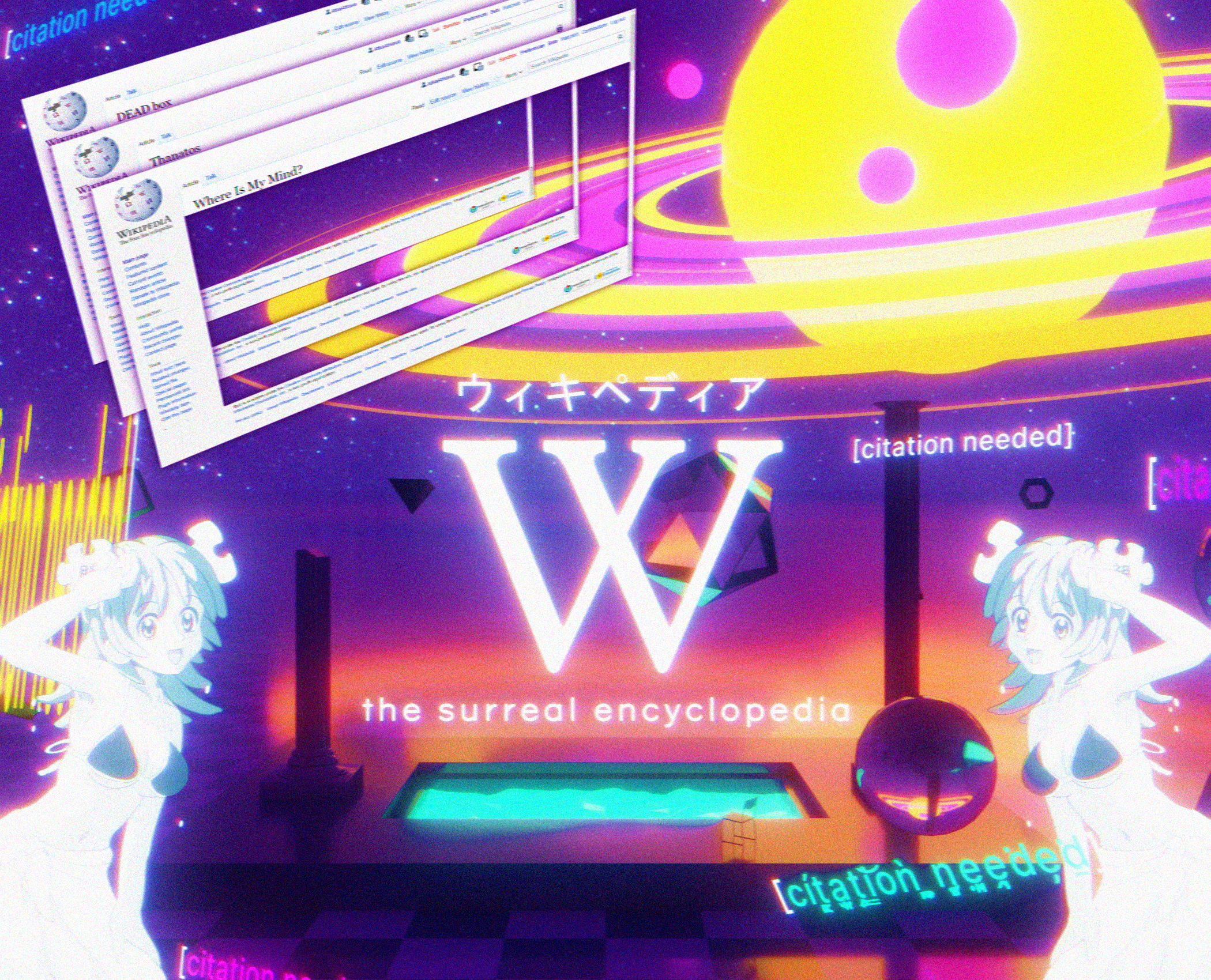
Grafika w stylu vaporwave stworzona przez redaktorów Wikipedii.

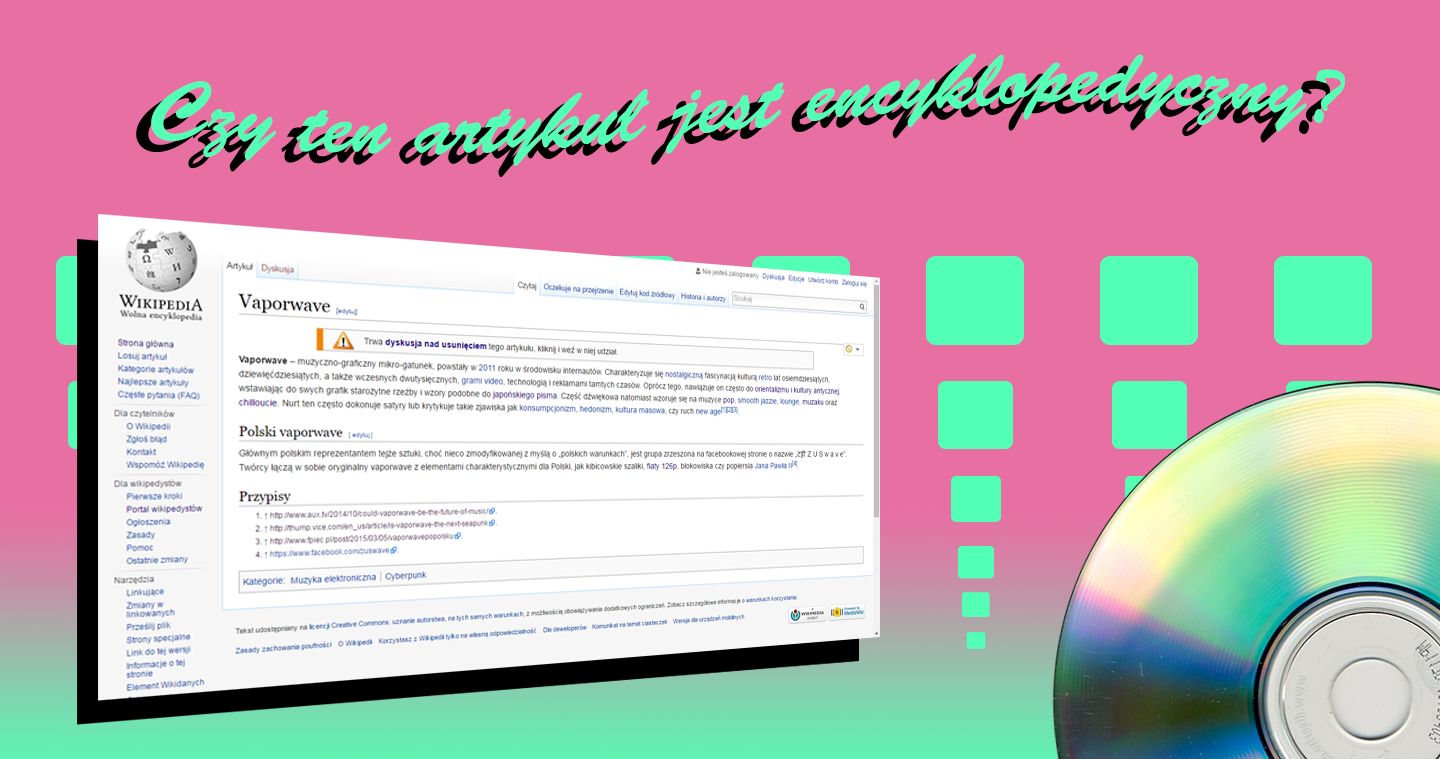
Inny przykład grafiki stworzonej w stylu vaporwave.

### Parodia, mem, gatunek muzyczny
Vaporwave był jednym z kilku mikrogatunków powstałych na początku 2010, które przez krótki czas skupiły uwagę mediów. Użytkownicy na forach muzycznych, cytowani przez Vice, różnie go scharakteryzowali, np. „chillwave dla marksistów”, „post-elevator music” i „korporacyjny smooth jazz Windows 95 pop”. Jego rozpowszechnienie bardziej przypominało internetowy mem niż typowy gatunek muzyczny. W 2017 autorzy Georgina Born i Christopher Haworth napisali: „Praktyki kulturowe vaporwave świadomie powielają i parodiują uzależniające, niemal przymusowe uczestnictwo w serwisach społecznościowych, gdzie nieodpłatna praca społeczności użytkowników napędza system i generuje wartość. Każdy, kto ma połączenie z internetem może tworzyć vaporwave. [...] Jednolitości memów sprzyja ich szybkie kopiowanie wśród hiperaktywnej subkultury internetowej tego gatunku”.
Współpracownik Pitchfork, Jonny Coleman, zdefiniował vaporwave jako coś „pomiędzy prawdziwym gatunkiem, który brzmi fałszywie, a fałszywym gatunkiem, który może być prawdziwy”. Również z Pitchfork, Patrick St. Michel nazwał vaporwave „niszowym zakątkiem muzyki internetowej, zamieszkałym przez ludzi Zachodu wygłupiających się z japońską muzyką, samplami i językiem”. Rob Arcand, związany z Vice, skomentował, że „szybkie rozprzestrzenianie się podgatunków samo w sobie stało się częścią puenty vaporwave”, wskazując na absurdalność samego gatunku, nawet jeśli widzi, że artyści używają go jako trampoliny do innowacji”.
W artykule „Rolling Stone” z 2018, w którym opisano entuzjazm Michaela Nesmitha z The Monkees dla vaporwave, autor Andy Greene opisał go jako „marginalny elektroniczny podgatunek, o którym słyszało niewielu poza entuzjastami ironicznych memów, nie mówiąc już o wypracowaniu opinii na ten temat”. Nesmith natomiast pochwalił gatunek i porównał go do psychodelicznego tripu.
Krytyk muzyczny Scott Beauchamp napisał, że postawa vaporwave jest bardziej skoncentrowana na stracie, pojęciu znużenia i biernej zgody, „był pierwszym gatunkiem muzycznym, który przeżył całe swoje życie od narodzin do śmierci całkowicie online”. Zasugerował, że przejawy hipermodulacji – precyzyjnie dostrojone „mikrodoświadczenia” wynikające z algorytmów mediów społecznościowych kierujących różnych ludzi o podobnych zainteresowaniach w niejasne tematy – zainspirowały zarówno rozwój, jak i upadek vaporwave.

### Kapitalizm i technologia
Vaporwave jest wiązany ze sceptycznym lub akceleracjonistycznym podejściem do kapitalizmu konsumenckiego. Adam Harper w swoim artykule Dummy z 2012 porównał gatunek do punk rocka i postawy antykapitalistycznej. Stwierdził, że producentów vaporwave „można odczytywać jako sarkastycznych antykapitalistów ujawniających kłamstwa i pomyłki współczesnej technokultury i jej reprezentacji”. Uznał także, że vaporwave stanowi zarówno krytykę, jak i poddanie się kapitalizmowi. Taka postawa byłaby charakterystyczna dla akceleracjonizmu, według którego opór wobec kapitalizmu jest bezcelowy, a wyłącznie przyczynianie się do jego rozrostu doprowadzi do załamania systemu. Niemniej jednak, Jakub Strużyński z portalu Meakultura zauważył, że akceleracjonistycznej wizji przeczy „zbyt jawnie ironiczna, zbyt przerysowana campowa estetyka vaporwave’u, co szczególnie łatwo zobaczyć w „bazarowej” estetyce przesytu marketingowego kiczu”. Według niego vaporwave „funkcjonuje jednak w ramach sztuki, a nie w relacji władzy wewnątrz społeczeństwa. Nie jest tak – jak ustrój polityczny – natrętny czy wszechobecny i niepowstrzymany, nie ingeruje w życie codzienne większości ludzi. Byłaby więc to po prostu krytyka pewnego modus operandi, a nie jego celowe wspieranie, szczególnie że przywoływane dźwięki nie są dla większości społeczeństwa nieprzyjemne”. Natomiast dziennikarka muzyczna Katarzyna Warmuz w swoim artykule z 2016 oceniła, że nurt vaporwave jest bliski idei prezentowanej przez ruch nowej lewicy. Ma na to wskazywać przede wszystkim krytyczna postawa wobec systemu kapitalistycznego, konsumpcjonizmu, ale i zjawisko czerpania tego, „co wartościowe z przeszłości” i nadawaniu temu nowego znaczenia, na wzór filozofii Guya Deborda.   
Pedagog muzyczny Grafton Tanner napisał: „vaporwave to jeden ze stylów artystycznych, który ma na celu zmianę naszej postawy względem mediów elektronicznych, zmuszając nas do uznania nieznajomości wszechobecnej technologii... Vaporwave to muzyka „nie-czasu” i „nie-miejsca”, ponieważ wyraża sceptycyzm wobec tego, co kultura konsumpcyjna zrobiła z czasem i przestrzenią”. Komentując przyjęcie rebrandingu inspirowanego vaporwave i seapunkiem przez MTV International, Jordan Pearson z Motherboard, serwisu technologicznego Vice, zauważył, jak „cyniczny impuls, który ożywił vaporwave i związaną z nim estetykę opartą na Tumblrze, został dokooptowany i wymazany po obu stronach — tam, skąd pochodził materiał źródłowy i tam gdzie żyje”. Natomiast Scott Beauchamp zaproponował paralelę między postawą punka „No Future” i jego „surową energią niezadowolenia” wywodzącą się z historycznej dadaistycznej dystopii, a prezentowaną przez vaporwave „polityczną porażką i społeczną anomią”. 
Rafał Sowiński w 2017 zdefiniował postawę gatunku w następujący sposób: „Vaporwave stanowi interesujący przyczynek ku refleksji nad relacjami muzyki popularnej z kapitalizmem oraz oporem wobec niego. Apoteoza konsumpcji, standaryzacji i postępu technologicznego zostaje posunięta w tym nurcie do tak daleko idącej przesady, że przestaje być wiarygodna i staje się pastiszem komunikatu reklamowego”. Natomiast w 2019 naukowiec Emile Frankel swojej książce Hearing the Cloud: Can Music Help Reimagin the Future? napisał, że vaporwave został zredukowany do „komercyjnej powłoki samego siebie” przez tych, którzy fetyszyzowali lata 80. i „retro synth-pop”. Porównał tę scenę do PC Music, wytwórni, która prezentowała ironiczne podejście do komercji, a finalnie stała się „zwykłym popem”. „Wszystko, co stosuje ironię jako formę krytyki, grozi nieporozumieniem”.

## Podgatunki

### Future funk

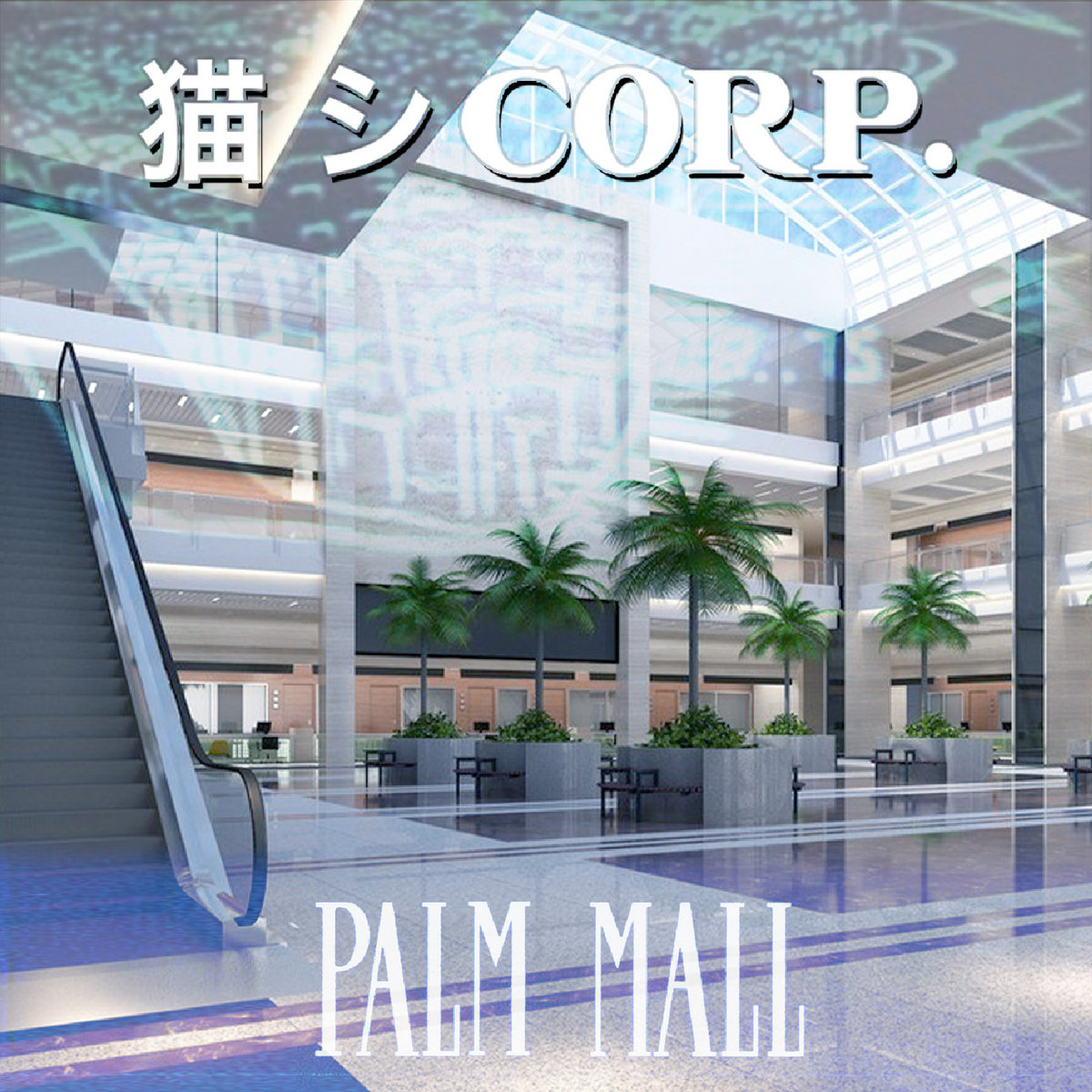
Okładka albumu Palm Mall zespołu Cat System Corp., która muzycznie reprezentuje styl mallsoft.

Future funk to odgałęzienie inspirowane french housem, które łączy elementy disco i house z vaporwave. Wizualnie nawiązuje do anime z lat 80., czepiąc obrazy z takich seriali jak Urusei Yatsura, Chōjikū Yōsai Macross i Czarodziejka z Księżyca. Muzycznie future funk jest produkowany w ten sam sposób co vaporwave, w oparciu o sample, aczkolwiek z bardziej optymistycznym podejściem. Większość sampli muzycznych pochodzi z japońskich albumów city popu z lat 80. 
Jednym z najpopularniejszych artystów future funk jest Macross 82-99, który był pionierem tego gatunku swoją serią Sailorwave w 2013. Innymi znanymi artystami korzystającymi z tego gatunku są również: Skylar Spence (aka Saint Pepsi), Tsundere Valley, Ducat, and Yung Bae. 

### Hardvapour
Hardvapour pojawił się pod koniec 2015 jako reimaginacja vaporwave z mroczniejszymi motywami, szybszym tempem i cięższym dźwięk. Jest pod wpływem speedcore i gabber oraz definiuje się wbrew utopijnym nastrojom przypisywanym czasami vaporwave. Przykładowymi artystami hardvapour są wosX i Subhumanizer.

### Mallsoft
Mallsoft wzmacnia wpływy lounge w vaporwave. Można to postrzegać w nawiązaniu do „koncepcji centrów handlowych jako dużych, bezdusznych przestrzeni konsumpcjonizmu”, a twórczość z tego gatunku jako „badają społeczne konsekwencje kapitalizmu i globalizacji”. Popularnymi artystami mallsoft są Disclaimer, Groceries, Hantasi i Cat System Corp.

### Inne
- Eccojams – wczesny podgatunek, który według Daniela Lopatina zaczął się od prostego ćwiczenia polegającego na zapętleniu spowolnionego fragmentu pewnej piosenki i dodaniem wibrujących ech[43].
- Vaportrap korzysta z podkładu muzyki trap, a także kładzie nacisk na sample z gier wideo i oprogramowania komputerowego z początku XXI wieku oraz tematy związane z niepokojem, pustką i nowoczesną technologią[69][70].
- Simpsonwave – trend powstały na YouTube i spopularyzowany przez użytkownika Luciena Hughesa. Składają się na niego wideo ze scenami wyciętymi z amerykańskiego serialu animowanego The Simpsons, do których zostaje dodany podkład muzyczny vaporwave. Na nagrania często zostają nałożone efekty VHS czy neonowych kolorów, co ma nadać im surrealistyczny i hipnotyczny charakter[71].
- Late night lo-fi (albo late-nite lo-fi) – spowolniony pop i jazz z lat 80., naśladujący programy nagrane na starych telewizorach 4:3[72].
- VHS pop – bardziej pozytywna odmiana late night lo-fi, z bogatszym dźwiękiem i żywą estetyką[72].
- Signalwave (lub czasami nazywana broken transmission) – samplowane i zniekształcone audycje radiowe i programy telewizyjne, zwłaszcza The Weather Channel[73].
- Fashwave – w dużej mierze jest to instrumentalna fuzja synthwave i vaporwave, która powstała na YouTube około 2015[74], jako próba politycznego zawłaszczenia gatunku[75]. Gatunek ten łączy nazistowską oraz faszystowską symbolikę ze stylistyką vaporwave i synthwave. W sierpniu 2016 założyciel neonazistowskiego portalu Daily Stormer Andrew Anglin[76], stwierdził, że prawicowi działacze powinni tworzyć synthwave zamiast gatunków rockowych tradycyjnie kojarzonych z ruchami skrajnie prawicowymi, ponieważ synthwave reprezentuje „najbielszą muzykę wszech czasów”[77].
- Labourwave lub laborwave – gatunek muzycznie niewiele różniący się od vaporwave; do niektórych piosenek wplatane są zniekształcone przemówienia lewicowych liderów politycznych lub klasycznych lewicowych pieśni. Wizualnie łączy estetykę vaporwave z symboliką oraz hasłami lewicowymi[75], przy czym, mogą to być elementy związane z anarchizmem, socjalizmem wolnościowym, syndykalizmem, jak również marksizmem czy leninizmem[78].
- Slushwave – gatunek charakteryzujący się wolnym tempem, wielokrotnym powtarzaniem fragmentów utworów, co powoduje długą duracje albumów, reprezentowany przez np. t e l e p a t h テレパシー能力者